# Dianthus siculus
Dianthus siculus är en nejlikväxtart. Dianthus siculus ingår i släktet nejlikor, och familjen nejlikväxter.

## Underarter
Arten delas in i följande underarter:
- D. s. cyathophorus
- D. s. minae
- D. s. morisianus
- D. s. mossanus
- D. s. siculus
- D. s. stellaris
- D. s. tenuifolius